# UFC Fight Night: Nelson vs. Story
UFC Fight Night: Nelson vs. Story foi um evento de artes marciais mistas promovido pelo Ultimate Fighting Championship que ocorreu em 4 de outubro de 2014 no Ericsson Globe em Estocolmo, Suécia.

## Background
Esse foi o terceiro evento do UFC a acontecer na Suécia, seguindo o UFC on Fuel TV: Gustafsson vs. Silva, ocorrido em 2012 e UFC on Fuel TV: Mousasi vs. Latifi em 2013.
O evento teve como luta principal o combate dos meio-médios Gunnar Nelson e Rick Story.
Amir Sadollah era esperado para enfrentar Nicholas Musoke no evento. Sadollah foi movido para uma luta contra Yoshihiro Akiyama. Assim, o russo Alexander Yakovlev foi escolhido para enfrentar Nicholas Musoke.
Chan Sung Jung era esperado para enfrentar Akira Corassani no evento, mas uma lesão no ombro tirou Jung da luta. Ele foi substituído por Max Holloway.
Robert Whiteford era esperado para enfrentar Dennis Siver no evento. Uma lesão acabou por tirar Whiteford do evento e foi substituído por Taylor Lapilus. A Federação Sueca de Artes Marciais Mistas considerou Lapilus inapto para enfrentar Siver, então o UFC designou Charles Rosa para enfrentá-lo.

## Bônus da noite
- Luta da Noite:  Dennis Siver vs.  Charles Rosa
- Performance da Noite:  Mike Wilkinson e  Max Holloway